# Палімпсест

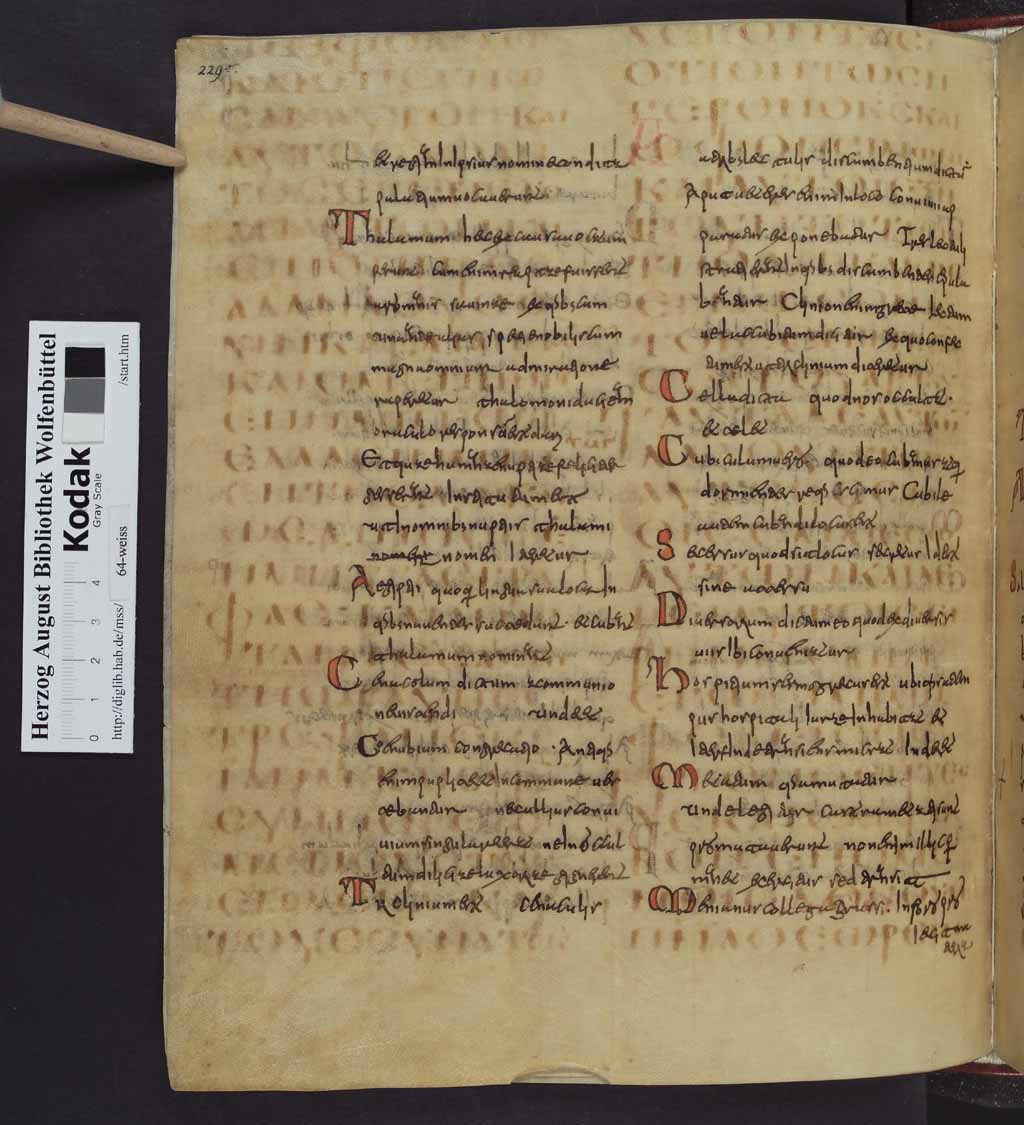
Wolfenbüttel Codex Guelferbytanus A

Палімпсе́ст (грец. παλίμψηστον, від πάλιν — «знову» + ψηστός — «зіскреблений», лат. codex rescriptus) — пергамент, на якому стерли первісний текст, а поверх нього написали новий.

## Історія виникнення
Пергамент був дуже дорогим матеріалом, отож люди, які займалися переписуванням матеріалу, намагалися різними способами знизити ціну книг. Тому часто для переписування брали пергамент уже використаний, на якому, на думку автора, містилася неважлива інформація. Старий текст змивали або зішкрібали і на очищених у такий спосіб аркушах писали знову. Такі рукописи і називають палімпсестами.
Слов'янських рукописів, написаних на палімпсестах, дуже мало, однак у Західній Європі вони трапляються досить часто. Особливо широко їх застосовували до початку X століття. У VII столітті використання палімпсестів набуло такого поширення, що 691 року церковний собор виніс з цього приводу спеціальну постанову, що забороняла зішкрібати священні книги. Для дослідників такі рукописи дуже важливі, тому що вони допомагають розкрити невідомі сторінки історії культури та відносин між країнами та народами.

## Дослідження
За допомогою новітніх технічних засобів фотографування в ультрафіолетових променях, томографії тощо попередні записи іноді вдається прочитати. Так, 1926 року став широко відомий Лейденський палімпсест, тобто пергаментна книга, на яку в кінці Х століття нанесли текст Софокла, а ще через чотири століття його зішкребли, щоб написати на звільненому пергаменті півтораста сторінок творів релігійного характеру. Лейденський палімпсест з відновленим текстом є найдавнішим джерелом для сучасних видань Софокла.
Особливий випадок палімпсеста — гіперпалімпсест (від грец. υπέρ — «над»). Цей термін запропонував А. А. Залізняк для Новгородського кодексу, в якому десятки або й сотні текстів наклали один на одного, через що надзвичайно важко їх відновити.

## Приклади
- Найвідоміший у юридичному світі палімпсест був знайдений у 1816 році Нібуром і Савіньї в бібліотеці Веронського собору. Під листами святих Ієроніма та Геннадія знаходився майже повний текст Інституцій Гая, ймовірно, першого студентського підручника з римського права.
- Кодекс Єфрема, зберігається в Національній бібліотеці Франції, Париж. Містить частини Старого і Нового Заповітів грецькою мовою, датовані 5 століттям, вкриті роботами Єфрема Сирина, написаними рукою в 12 столітті.
- Санаський палімпсест — один із найдавніших існуючих рукописів Корану. Вуглецевий аналіз пергаменту дозволяє датувати його десь до 671 року з імовірністю 99%. Враховуючи наявність сури 9, однієї з останніх відкритих глав, і припускаючи ймовірність того, що підтекст був написаний незадовго після підготовки пергаменту, він, ймовірно, був написаний від 10 до 40 років після смерті ісламського пророка Мухаммеда. Підтекст відрізняється від стандартного тексту Корану і тому є найважливішим документальним доказом існування варіантів Корану.
- Серед сирійських рукописів, отриманих з Нітрійської пустелі в Єгипті. Зберігається в Британському музеї, Лондон. Містить важливі грецькі тексти (Add MS 17212) з сирійським перекладом гомілій святого Златоуста. Створений в 9-10 столітті, охоплює латинський граматичний трактат 6 століття.
- Codex Nitriensis. Том, що містить твір Севера Антіохійського датований початком 9-го століття, написаний на аркушах палімпсеста, взятих з рукописів «Іліади» та Євангелія від Луки 6-го століття, а також «Начал Евкліда» 7-го або 8-го століття. Зберігається в Британському музеї.
- Подвійний палімпсест, в якому текст святого Іоанна Златоуста сирійською мовою 9-го або 10 століття покриває латинський граматичний трактат, написаний скорописом 6-го століття, який, своєю чергою, покриває латинські аннали історика Гранія Ліцинія 5-го століття. Зберігається в Британському музеї.
- Цицерон, De re publica in uncials, 4 століття, єдиний збережений примірник, обкладений Святим Августином на Псалтирі, 7 століття. Зберігається в Ватиканській бібліотеці.
- Сенека, «Про підтримку дружби», єдиний збережений фрагмент, переписаний Старим Заповітом кінця VI століття.
- Туринський кодекс Феодосія, 5 або 6 століття.
- Веронські консулярії Фасті 486 року.
- Аріанський фрагмент Ватикану, 5 століття.
- Листи Корнелія Фронто, переписані на основі Діянь Халкідонського собору.
- Палімпсест Архімеда, твір великого сиракузького математика, переписаний на пергамент у 10 столітті та переписаний літургійним текстом у 12 столітті.
- Синайський Палімпсест, найдавніша сирійська копія Євангелій 4-го століття.
- Унікальний примірник грецького граматичного тексту, складеного Геродіаном для імператора Марка Аврелія у 2 столітті, що зберігається в Національній бібліотеці Австрії у Відні.
- Кодекс Зацинтійський — грецький палімпсест фрагментів Євангелія від Луки, здобутий на острові Занте генералом Коліном Маколеєм, розшифрований, переписаний і відредагований Трегеллем у 1861 році.
- Дублінський кодекс (Codex Dublinensis) Євангелія від Матвія, що зберігається в Трініті-коледжі в Дубліні, також розшифрований Трегеллем у 1853 році.
- Codex Guelferbytanus 64 Weissenburgensis, з текстом «Походження Ісидора», частково палімпсест, з текстами попередніх кодексів Guelferbytanus A, Guelferbytanus B, Codex Carolinus, та кількох інших текстів грецькою та латинською мовами.
- Єрусалимський палімпсест Евріпіда містить фрагменти тексту Евріпіда. Серед цих фрагментів шість п'єс: "Гекуба", “Фенісси”, “Орест”, “Андромаха”, “Іпполіт” і “Медея”.
- The Ambrosian Plautus, написаний рустичними великими літерами. Датований 4 або 5 століття, переписаний з частинами Біблії у 9 столітті, Амвросіївська бібліотека.

## Згадки у творах українських письменників
```
Коли в монастирях був папірусу брак,
Ченці з рукопису старе письмо змивали,
Щоб написати знов тропар або кондак,
І палімпсестом той рукопис називали.
```

(М. Вороний. Палімпсест)